# Телек
Телек (рум. Telec) — село у повіті Нямц в Румунії. Входить до складу комуни Біказу-Арделян.
Село розташоване на відстані 272 км на північ від Бухареста, 37 км на захід від П'ятра-Нямца, 133 км на захід від Ясс, 137 км на північ від Брашова.

## Населення
За даними перепису населення 2002 року у селі проживали 2123 особи, з них 2120 осіб (99,9%) румунів. Рідною мовою 2122 особи (> 99,9%) назвали румунську.